# Dino De Zordo
Dino De Zordo (ur. 15 maja 1937 w Cibiana di Cadore) – włoski skoczek narciarski, reprezentant G.S. Fiamme Gialle, uczestnik Zimowych Igrzysk Olimpijskich 1960, sześciokrotny medalista mistrzostw Włoch w skokach narciarskich.
Wystartował w Zimowych Igrzyskach Olimpijskich 1960 w Squaw Valley. Wówczas, w konkursie skoków na skoczni normalnej zajął 24. miejsce.
W lutym 1962 uczestniczył w mistrzostwach świata w narciarstwie klasycznym. W konkursie na skoczni K-90 zajął 27. miejsce, a na skoczni K-60 był 19.
W latach 1958–1964 startował w konkursach Turnieju Czterech Skoczni. Najwyższe miejsce w karierze zajął 8 stycznia 1961 w Bischofshofen, gdzie był dziewiąty.
Sześciokrotnie stawał na podium mistrzostw krajowych. W 1961 roku zdobył złoty medal, w latach 1960 i 1962 wywalczył srebrne medale, a w latach 1958, 1964 i 1967 – brązowe.

## Osiągnięcia

### Igrzyska olimpijskie
| Igrzyska           | Data           | Skocznia | Konkurs | Skok 1    | Skok 1 | Skok 2    | Skok 2 | Nota łączna | Miejsce | Strata | Zwycięzca        | Źródło |
| Igrzyska           | Data           | Skocznia | Konkurs | Odległość | Nota   | Odległość | Nota   | Nota łączna | Miejsce | Strata | Zwycięzca        | Źródło |
| ------------------ | -------------- | -------- | ------- | --------- | ------ | --------- | ------ | ----------- | ------- | ------ | ---------------- | ------ |
| 1960, Squaw Valley | 28 lutego 1960 | normalna | ind.    | 85,5      | 99,7   | 77,0      | 99,1   | 198,8       | 24.     | 28,4   | Helmut Recknagel | [ 6 ]  |

### Mistrzostwa świata
| Mistrzostwa    | Data           | Skocznia | Konkurs | Skok 1    | Skok 1 | Skok 2    | Skok 2 | Skok 3    | Skok 3 | Nota łączna | Miejsce | Strata | Zwycięzca        | Źródło |
| Mistrzostwa    | Data           | Skocznia | Konkurs | Odległość | Nota   | Odległość | Nota   | Odległość | Nota   | Nota łączna | Miejsce | Strata | Zwycięzca        | Źródło |
| -------------- | -------------- | -------- | ------- | --------- | ------ | --------- | ------ | --------- | ------ | ----------- | ------- | ------ | ---------------- | ------ |
| 1962, Zakopane | 21 lutego 1962 | normalna | ind.    | 64,5      | 101,5  | 62,0      | 94,4   | 66,5      | 99,3   | 200,8       | 19.     | 22,8   | Toralf Engan     | [ 2 ]  |
| 1962, Zakopane | 25 lutego 1962 | duża     | ind.    | 87,5      | 96,9   | 91,5      | 103,4  | 90,5      | 98,0   | 201,4       | 27.     | 40,0   | Helmut Recknagel | [ 3 ]  |